# ویلیام همسلی امری
ویلیام همسلی امری (انگلیسی: William H. Emory; ۷ سپتامبر ۱۸۱۱ – ۱ دسامبر ۱۸۸۷) فرد نظامی اهل ایالات متحده آمریکا بود. وی مهندس عمران و نقشه‌برداری برجسته در قرن نوزدهم ایالات متحده بود. امری به عنوان افسر نقشه‌بردار ارتش ایالات متحده و به ویژه در زمینهٔ تحدید حدود ایالات متحده (از جمله مرز تگزاس-مکزیک) نقش عمده داشت و گزارش‌های علمی ماندگاری را در مورد مناطق مرزی منتشر کرد.